# Italienische Fußballmeisterschaft 1903
Die Italienische Fußballmeisterschaft 1903 war die sechste italienische Fußballmeisterschaft, die von der Federazione Italiana Giuoco Calcio (FIGC) ausgetragen wurde.

## Organisation
Vom 1. bis zum 15. März 1903 fanden die Ausscheidungsspiele für das Finale statt. Das Halbfinale wurde am 22. März 1903 ausgetragen.
Am 13. April 1903 kam es auf dem Campo Sportivo di Ponte Carrega in Genua zum Finale zwischen dem gesetzten Meister CFC Genua und Juventus Turin. Nach vier souveränen Siegen galt Juventus als Favorit auf den Titel, verlor jedoch überraschend deutlich 0:3 gegen den Titelverteidiger, der zum sechsten Mal in Folge das Finale bestritt und somit in allen bisherigen Endspielen gestanden war.

## Teilnehmer

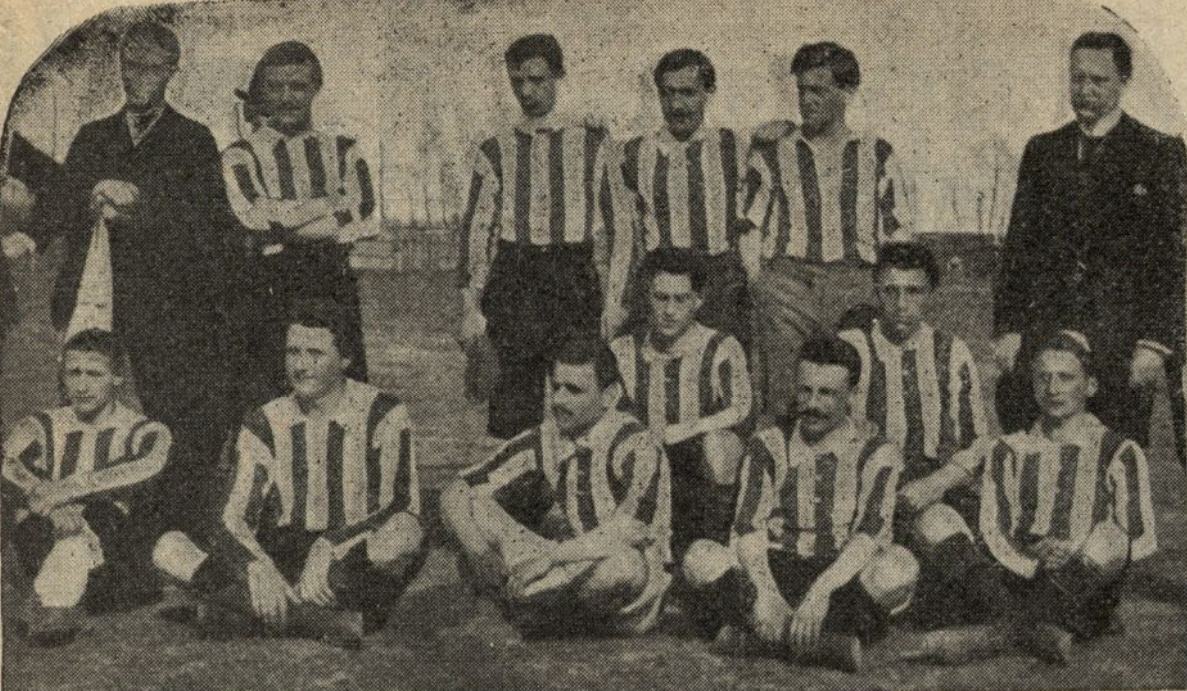
Die Mannschaft von Juventus Turin (1903)

- CFC Genua
- SG Andrea Doria
- AC Mailand
- Football Club Torinese
- Juventus Turin
- SC Audace Torino

## Resultate
Nach dem Austragungsmodus fanden vier K.-o.-Runden à einem Spiel statt, deren Gewinner in der jeweils nächsten Runde antrat. Somit konnte es, wie in diesem Fall für Juventus Turin, dazu kommen, dass der Sieger des ersten Ausscheidungsspiels bei stetigem Weiterkommen vier Spiele bestreiten müsste, um das Finale zu erreichen. Der Gegner im vierten Ausscheidungsspiel, in diesem Fall der AC Mailand, hätte das Endspiel hingegen schon mit einem Sieg erreichen können.

### Ausscheidungsrunde

#### Piemont
|                | Ergebnis |                  |
| -------------- | -------- | ---------------- |
| Juventus Turin | 5:0      | FC Torinese      |
| Juventus Turin | 2:1      | SC Audace Torino |

Damit qualifizierte sich Juventus Turin, das 1903 aufgrund einer Verwechslung erstmals schwarz-weiß gestreifte Trikots trug, als Vertreter des Piemont für das Ausscheidungsspiel gegen die Mannschaft Liguriens.

#### Piemont – Ligurien
Interregionale Ausscheidung
|                | Ergebnis |                 |
| -------------- | -------- | --------------- |
| Juventus Turin | 7:1      | SG Andrea Doria |

#### Lombardei
Der AC Mailand war als einzige eingeschriebene Mannschaft für das Halbfinale gesetzt.

### Halbfinale
|            | Ergebnis |                |
| ---------- | -------- | -------------- |
| AC Mailand | 0:2      | Juventus Turin |

### Finale
| CFC Genua                                                 | CFC Genua | Juventus Turin | Juventus Turin |
| --------------------------------------------------------- | --- | --- | -------------- |
| CFC Genua                                                 | \| 13. April 1903 in Genua (Campo Sportivo di Ponte Carrega) \| \| Ergebnis: 3:0 \| \| Zuschauer: 11.500 \| \| Schiedsrichter: Hans Heinrich Suter ( Schweiz) \| \| Spielbericht \|    | \| 13. April 1903 in Genua (Campo Sportivo di Ponte Carrega) \| \| Ergebnis: 3:0 \| \| Zuschauer: 11.500 \| \| Schiedsrichter: Hans Heinrich Suter ( Schweiz) \| \| Spielbericht \|             | Juventus Turin |
| CFC Genua                                                 | James Richardson Spensley, Paolo Rossi, Étienne Bugnion, Howard Passadoro, Karl Senft, Edoardo Pasteur, Enrico Pasteur, Montaldi, Henri Dapples, Giovanni Foffani, Joseph William Agar | Domenico Durante, Gioacchino Armano, Friedrich Bollinger, Carlo Vittorio Varetti, Giovanni Goccione, Ugo Rolandi, Umberto Malvano, Enrico Canfari, Luigi Forlano, Luigi Gibezzi, Mario Ferraris | Juventus Turin |
| CFC Genua                                                 | 1:0 Dapples 2:0 Agar (60.) 3:0 Armano (Eigentor) | | Juventus Turin |
| 13. April 1903 in Genua (Campo Sportivo di Ponte Carrega) | | |                |
| Ergebnis: 3:0                                             | | |                |
| Zuschauer: 11.500                                         | | |                |
| Schiedsrichter: Hans Heinrich Suter ( Schweiz)            | | |                |
| Spielbericht                                              | | |                |

## Meister
Der CFC Genua verteidigte seinen Titel aus dem Vorjahr und wurde zum fünften Mal in sechs Jahren italienischer Meister.
| Meister   |
| CFC Genua |

| Tor: - James Richardson Spensley Abwehr: - Paolo Rossi - Étienne Bugnion Mittelfeld: - Edoardo Pasteur I - Karl Senft - Howard Passadoro Angriff: - Joseph William Agar - Giovanni Foffani | - Henri Dapples - Montaldi - Enrico Pasteur II Ersatz: - Alfred Cartier - Fausto Ghigliotti - Max Mayer - Attilio Salvadè - Oscar Schöller Spielertrainer: - James Richardson Spensley |

## Torschützen
Die Torschützen sind ohne Tore aus der regionalen Ausscheidungsrunde aufgeführt, jedoch mit solchen aus interregionalen Ausscheidungen.
| \| Pl. \| Name \| Verein \| Tore \| \| --- \| ------------------- \| --------------- \| ---- \| \| 1 \| Umberto Malvano \| Juventus Turin \| 4 \| \| 2 \| Alfredo Ferraris \| Juventus Turin \| 2 \| \| 3 \| Joseph William Agar \| CFC Genua \| 1 \| \| 3 \| Vittorio Ansaldo \| SG Andrea Doria \| 1 \| \| 3 \| Henri Dapples \| CFC Genua \| 1 \| \| 3 \| Luigi Forlano \| Juventus Turin \| 1 \| |                     |                 |      |
| Pl. | Name                | Verein          | Tore |
| 1 | Umberto Malvano     | Juventus Turin  | 4    |
| 2 | Alfredo Ferraris    | Juventus Turin  | 2    |
| 3 | Joseph William Agar | CFC Genua       | 1    |
| 3 | Vittorio Ansaldo    | SG Andrea Doria | 1    |
| 3 | Henri Dapples       | CFC Genua       | 1    |
| 3 | Luigi Forlano       | Juventus Turin  | 1    |

Zu zwei Toren aus der interregionalen Ausscheidung ist der Torschütze unbekannt. Hinzu kommt ein Eigentor des Juve-Spielers Gioacchino Armano im Finale.